# Scarlatti Peak
Scarlatti Peak är en bergstopp i Antarktis. Den ligger i Västantarktis. Argentina, Chile och Storbritannien gör anspråk på området. Toppen på Scarlatti Peak är 750 meter över havet.
Terrängen runt Scarlatti Peak är platt åt nordost, men åt sydväst är den kuperad. Trakten är obefolkad. Det finns inga samhällen i närheten.